# باشگاه فوتبال پاگو یوث
پاگو یوث یک باشگاه فوتبال ساموای آمریکایی است که در پاگو پاگو، ساموآی آمریکا واقع شده است. این تیم در حال حاضر در لیگ سنیور ساموای آمریکا، لیگ دسته برتر فوتبال کشور بازی می‌کند، و هشت بار قهرمان آن شده است، که این تیم را به موفق‌ترین باشگاه در ساموآی آمریکا تبدیل کرده است.